# Adrian Teh
Adrian Teh Kean Kok (Penang, 1984) è un regista malese.

## Filmografia
- Ice Kacang Puppy Love (2010)
- Lelio Popo (2010)
- The Golden Couple (2012)
- The Wedding Diary (2012)
- The Wedding Diary 2 (2013)
- Balistik (2014)
- The Great Lion Kun Seng Keng (2014)
- Hungry Ghost Ritual (2014)
- The Noise (2015)
- King of Mahjong (2015)
- Let's Eat (2016)
- PASKAL (2018)